# Netvibes
Netvibes是一個使用AJAX的個人化首頁，用戶可以依據喜好和需要自訂頁面內的模組、頁籤及外觀佈景，非註冊用戶可以在自己的電腦存取自己的個人化頁面，而註冊用戶則可以在任何電腦存取。Netvibes至今已經被翻譯成65種語言版本。

## 內建模組
RSS／Atom饋送閱讀器、天氣資訊、支援iCal的月曆、書籤、多個網頁搜尋器、支援POP3、IMAP4、數種網頁郵件包括Hotmail、Yahoo! Mail、GMail等的郵件閱讀器、Box.net網上儲存、del.icio.us、Meebo、Flickr、支援Podcast的媒體播放器等。

## 生態系統
用戶可以把個人化的頁籤、饋送、模組經Netvibes的生態系統（Ecosystem）（页面存档备份，存于）與其他用戶分享。生態系統集合各用戶發送的頁籤、饋送、模組、Podcast、事件和「宇宙」。

## 宇宙
Netvibes的「宇宙」是可以讓所有人看見的個人化頁面，每個宇宙為了一個品牌、媒體等建立的，現時有的「宇宙」有時代雜誌、Mandy Moore等。在將來，每個用戶亦可設計自己的「宇宙」。

## API
早期Netvibes已經提供了一系列API供用戶設計自己的模組；但現時Netvibes推出Universal Widget API（通用模組API，UWA），用戶使用UWA寫出的模組除了可以用於Netvibes本身，亦可在其他平台。

## 獎項
- Best International App（The Dutch Web 2.0 Awards，2006）[1]
- Webware 100（2007）[2]
- 50 Best Websites 2007（第8位，時代雜誌，2007）[3]

## 參閱
- iGoogle - Google與Netvibes性質相似的服務
- Live.com

## 外部連結
- Netvibes（页面存档备份，存于）
- Netvibes生態系統（页面存档备份，存于）
- NetvibesFAQ（页面存档备份，存于）
- Netvibes的部落格（页面存档备份，存于）
- Netvibes開發者網站（页面存档备份，存于）
- UWA文件（页面存档备份，存于）
- 對Netvibes的評論